# Franklin Grove
Franklin Grove és una població dels Estats Units a l'estat d'Illinois. Segons el cens del 2000 tenia 1.052 habitants.

## Demografia
Segons el cens del 2000, Franklin Grove tenia 1.052 habitants, 372 habitatges, i 249 famílies. La densitat de població era de 1.097,8 habitants/km².
Dels 372 habitatges en un 34,7% hi vivien nens de menys de 18 anys, en un 52,4% hi vivien parelles casades, en un 10,2% dones solteres, i en un 32,8% no eren unitats familiars. En el 28,8% dels habitatges hi vivien persones soles el 21% de les quals corresponia a persones de 65 anys o més que vivien soles. El nombre mitjà de persones vivint en cada habitatge era de 2,51 i el nombre mitjà de persones que vivien en cada família era de 3,1.
Per edats la població es repartia de la següent manera: un 24% tenia menys de 18 anys, un 8,6% entre 18 i 24, un 23,3% entre 25 i 44, un 19,7% de 45 a 60 i un 24,4% 65 anys o més.
L'edat mediana era de 41 anys. Per cada 100 dones de 18 o més anys hi havia 76,4 homes.
La renda mediana per habitatge era de 41.181 $ i la renda mediana per família de 45.875 $. Els homes tenien una renda mediana de 33.654 $ mentre que les dones 19.063 $. La renda per capita de la població era de 15.427 $. Aproximadament el 5,9% de les famílies i el 7,7% de la població estaven per davall del llindar de pobresa.

## Poblacions més properes
El següent diagrama mostra les poblacions més properes.